# Motorpsycho!
Motorpsycho! (Motor Psycho) è un film del 1965, diretto da Russ Meyer.
È uno dei primi film sui motociclisti ribelli, appartenente al filone della bikexploitation. Fu infatti realizzato un anno prima de I selvaggi di Roger Corman, e anticipò Easy Rider, diretto da Dennis Hopper nel 1969.
In Italia è noto anche con il titolo dell'edizione DVD Motor Psycho - I 3 uomini di Ruby.

## Trama
Brahmin, Dante e Slick sono tre motociclisti ribelli: il primo è un ex combattente del Vietnam ombroso, il secondo è un narciso e il terzo è un esaltato che ascolta continuamente musica rock. I tre assalgono una coppia in riva a un fiume: quando Brahmin s'avvicina alla ragazza, importunandola, il marito reagisce, ma è subito aggredito dai tre. Il trio poi violenta e uccide la giovane Gail, moglie del veterinario Cory e punta Ruby Bonner, affascinante compagna d'un anziano danaroso, il quale verrà picchiato e ucciso da Slick, in un eccesso di selvaggia esaltazione. Anche Ruby viene ferita con un colpo di fucile sparato da Brahmin. Creduta morta, i tre la lasciano insieme al cadavere del compagno. 
Ruby invece è sopravvissuta e viene trovata da Cory, che sta inseguendo i tre in fuga in mezzo al deserto sul furgone rubato a Ruby e al suo compagno. Dopo un'imboscata, Cory rimane senz'auto, quindi è morso da un serpente e costringe Ruby a incidere la ferita e succhiare via il veleno. Nel frattempo i motociclisti hanno un'accesa discussione: Slick vuole abbandonare il gruppo e pensa di fuggire con l'auto, ma Brahmin non tollera la sua ribellione e, mentre il suo compagno s'incammina verso il furgone, l'uccide sparandogli alle spalle. Brahmin si sveglia credendo d'essere ancora nel Vietnam e ricostruisce una vera e propria guerriglia. Dopo un assedio durato alcuni minuti, Cory riesce a uccidere Brahmin, facendo esplodere della dinamite nascosta in una cava abbandonata, quindi scappa con Ruby. Entrambi sono feriti e amareggiati, ma vivi.

## Produzione
Dopo i problemi avuti con la censura dal suo precedente film (Mudhoney) Meyer decise di cambiare rotta, e di raccontare una storia che non presentasse nudità, ma solo azione. Il budget fu di 38.000 dollari.

### Sceneggiatura
La sceneggiatura del film fu scritta da Meyer insieme all'amico e attore Hal Hopper.

### Cast
Il produttore di Mudhoney, George Costello, interpretò la parte di un medico, mentre Meyer appare in un cameo, nel ruolo dello sceriffo.
Il folle Brahmin è interpretato da Stephen Oliver, che l'anno successivo fece parte del cast del film televisivo I peccatori di Peyton Place e vestirà ancora i panni del motociclista ribelle in Angels froms Hells, diretto da Bruce Kessler nel 1968.
La protagonista femminile è Haji, prorompente attrice che nel 1966 sarà una delle protagoniste del cult di Meyer, Faster, Pussycat! Kill! Kill!.
La pellicola vede il debutto di Steve Oliver e di Alex Rocco.

## Accoglienza
Venne distribuito nelle sale cinematografiche statunitensi dalla Eve Productions il 12 agosto 1965.
Il film non ebbe buone recensioni alla sua uscita. L'Hollywood Report scrisse: «Un film che manca completamente di buon gusto», ma negli anni successivi fu riscoperto e divenne un cult movie.
Il successo di pubblico fu invece incredibile. Proiettato nei drive-in, fu visto soprattutto da un pubblico di ragazzi.

## Omaggi
- Il film ancora oggi è amato dalle nuove generazioni. Nell'ottobre del 1989 un gruppo di musicisti rock norvegesi, dopo aver visto alcuni film di Meyer, decide di chiamarsi Motorpsycho in omaggio al film.
- Il gruppo dei White Zombie omaggia il film (e anche Faster, Pussycat! Kill! Kill!) nella canzone Thunder Kiss '65.
- Il gruppo rap Dsa Commando cita il film nell'omonima canzone Motorpsycho[2].

## Collegamenti ad altre pellicole
- Il film anticipa altre pellicole con veterani del Vietnam che hanno problemi. Su tutti Taxi Driver, di Martin Scorsese (1975), e Rambo, di Ted Kotcheff (1982).
- La scena dello stupro ai danni della moglie di Cory anticipa lo stupro della signorina Alexander presente in Arancia meccanica diretto da Stanley Kubrick nel 1971. La tecnica di ripresa è la stessa, con la macchina da presa che inquadra dal basso verso l'alto.
- La scena in cui Cory costringe Ruby a succhiargli il veleno dalla gamba e poi sputarlo è l'unica scena erotica del film. Essa verrà riproposta in Supervixens, diretto da Meyer nel 1975.
- Quando Cory e Ruby iniziano a raccontarsi le loro vite Ruby dice: «Che cosa ti aspettavi? La storia di Fanny Hill?», riferimento all'omonimo film diretto da Meyer nel 1964.